# بيلا (اليونان)
بيلا أو پيلا بالباء الفارسية، هي مدينة في مقاطعة فوريا إلادا في اليونان.
يبلغ عدد سكانها حوالي 2414 نسمة وهي المدينة التي ولد فيها الإسكندر الأكبر سنة 356ق.م وكانت عاصمة مقدونيا القديمة إبتداءً من القرن الرابع ق.م. عوضا عن أيغيا عاصمتها القديمة.

## أعلام
- بيرسيوس المقدوني
- بطليموس كيراونوس
- الإسكندر الأكبر
- هيفايستيون
- أنتيغونوس الثاني غوناتاس
- يوربيديس
- فيليب الثاني المقدوني
- هيرونيموس الكاردي